# Servi Corneli Merenda
Servi Corneli Merenda (en llatí Servius Cornelius Merenda) va ser un magistrat romà.
Va ser legat del cònsol Luci Corneli Lèntul II l'any 275 aC i va aconseguir la conquesta d'una ciutat del Samni. El cònsol el va recompensar amb una corona d'or de cinc lliures de pes.
A l'any següent (274 aC) Merenda va ser elegit cònsol amb Marc Curi Dentat, i altre cop va combatre al Samni i a Lucània.